# Nikołaj Gulajew
Nikołaj Aleksiejewicz Gulajew, ros. Николай Алексеевич Гуляев (ur. 18 lutego?/3 marca 1915 we wsi Kakowino, w guberni moskiewskiej, zm. 23 lutego 2000 w Moskwie) – rosyjski piłkarz, grający na pozycji pomocnika, a wcześniej napastnika, trener piłkarski.

## Kariera piłkarska

### Kariera klubowa
Wychowanek zespołu fabryki im. P.Aleksiejewa w Moskwie. W 1934 rozpoczął karierę piłkarską w drużynie zakładu Awiachim w Moskwie. W 1936 debiutował w składzie Spartaka Moskwa. Podczas II wojny światowej występował w drużynach Zienit Moskwa i Spartak Moskwa. W 1947 przeszedł do zespołu zakładu im. Kalinina Kaliningrad (obwód moskiewski), w którym zakończył swoją karierę piłkarską.

## Kariera trenerska
Po zakończeniu kariery piłkarskiej rozpoczął karierę szkoleniowca. Do 1954 roku trenował drugoligowe kluby Dzierżyniec Kołomna i Zienit Kaliningrad. W 1955 objął stanowisko głównego trenera Spartaka Moskwa, z którym pracował do 1959, a potem w 1966 oraz w latach 1973-1975. Oprócz tego pracował w sztabie szkoleniowym narodowej reprezentacji ZSRR (1956-1957, kwiecień 1960 - czerwiec 1964, styczeń-czerwiec 1972), a w 1957 młodzieżowej reprezentacji ZSRR. Od kwietnia do maja 1972 na stanowisku głównego selekcjonera Sbornej. W latach 50. prowadził drugą reprezentację ZSRR. Również pracował z olimpijską reprezentacją ZSRR, którą prowadził od maja 1969 do czerwca 1970 i pomagał trenować w latach 1970-1971 oraz 1975. W latach 1964–1965 i 1967-1968 zajmował stanowisko Głównego Trenera Federacji Piłki Nożnej ZSRR. W latach 1976–1977 trenował FSzM Moskwa, a potem prowadził Ararat Erywań (styczeń—sierpień 1978). W latach 1982–1986 pracował na stanowisku wicedyrektora SDJuSzOR Spartak Moskwa. Zmarł 23 lutego 2000 w Moskwie. Został pochowany na cmentarzu Wostriakowskim.

## Sukcesy i odznaczenia

### Sukcesy klubowe
- mistrz ZSRR: 1939
- brązowy medalista Mistrzostw ZSRR: 1940
- zdobywca Pucharu ZSRR: 1938, 1939
- finalista Pucharu ZSRR: 1945

### Sukcesy trenerskie
- mistrz ZSRR: 1956, 1958
- wicemistrz ZSRR: 1955, 1974
- brązowy medalista Mistrzostw ZSRR: 1957
- zdobywca Pucharu ZSRR: 1958
- finalista Pucharu ZSRR: 1957

### Odznaczenia
- tytuł Mistrza Sportu ZSRR: 1965
- tytuł Zasłużonego Trenera Sportu ZSRR: 1957
- Order „Znak Honoru”: 1957
- Order Honoru: 1997